# Clydonium gallicola
Clydonium gallicola är en stekelart som först beskrevs av Costa Lima 1945.  Clydonium gallicola ingår i släktet Clydonium och familjen brokparasitsteklar. Inga underarter finns listade i Catalogue of Life.